# T-Mobile Team/2007
Deze pagina geeft een overzicht van de wielerploeg T-Mobile Team (vanaf eind november Team High Road) in 2007.
| Naam                | Geboortedatum | Nationaliteit       | Ploeg 2006            |
| ------------------- | ------------- | ------------------- | --------------------- |
| Michael Barry       | 18-12-1975    | Canada              | Discovery Channel     |
| Eric Baumann        | 21-03-1980    | Duitsland           |                       |
| Lorenzo Bernucci    | 15-09-1979    | Italië              |                       |
| Marcus Burghardt    | 30-06-1983    | Duitsland           |                       |
| Mark Cavendish      | 21-05-1986    | Verenigd Koninkrijk | beloften              |
| Gerald Ciolek       | 19-09-1986    | Duitsland           | Team Wiesenhof        |
| Scott Davis         | 22-04-1979    | Australië           |                       |
| Bernhard Eisel      | 17-02-1981    | Oostenrijk          | La Française des Jeux |
| Linus Gerdemann     | 16-09-1982    | Duitsland           |                       |
| Serhij Hontsjar     | 03-07-1970    | Oekraïne            |                       |
| Bert Grabsch        | 19-06-1975    | Duitsland           | Phonak                |
| André Greipel       | 16-07-1982    | Duitsland           |                       |
| Giuseppe Guerini    | 14-02-1970    | Italië              |                       |
| Roger Hammond       | 30-01-1974    | Verenigd Koninkrijk | Discovery Channel     |
| Adam Hansen         | 11-05-1981    | Australië           | Aposport Krone Linz   |
| Greg Henderson      | 10-09-1976    | Nieuw-Zeeland       | Health Net            |
| Kim Kirchen         | 03-07-1978    | Luxemburg           |                       |
| Andreas Klier       | 15-01-1976    | Duitsland           |                       |
| Servais Knaven      | 06-03-1971    | Nederland           | Quick·Step            |
| André Korff         | 04-06-1973    | Duitsland           |                       |
| Axel Merckx         | 08-08-1972    | België              | Phonak                |
| Aaron Olsen         | 11-01-1978    | Verenigde Staten    | Saunier Duval-Prodir  |
| Jakob Piil          | 09-03-1973    | Denemarken          | Team CSC              |
| Marco Pinotti       | 25-02-1976    | Italië              | Saunier Duval-Prodir  |
| František Raboň jr. | 26-09-1983    | Tsjechië            |                       |
| Michael Rogers      | 20-12-1979    | Australië           |                       |
| Stephan Schreck     | 15-07-1978    | Duitsland           |                       |
| Patrik Sinkewitz    | 20-10-1980    | Duitsland           |                       |
| Thomas Ziegler      | 24-11-1980    | Duitsland           |                       |

Stagiares
- Marcel Beima  Nederland
- Andrei Kljujew  Rusland
- Ian Stannard  Verenigd Koninkrijk

1989 · 1990 · 1991 · 1992 · 1993 · 1994 · 1995 · 1996 · 1997 · 1998 · 1999 · 2000 · 2001 · 2002 · 2003 · 2004 · 2005 · 2006 · 2007 · 2008 · 2009 · 2010 · 2011
AG2R-La Mondiale · Astana · Bouygues Télécom · Caisse d'Epargne · Cofidis, Le Crédit par Téléphone · Crédit Agricole · Team CSC · Discovery Channel Pro Cycling Team · Euskaltel-Euskadi · La Française des Jeux · Team Gerolsteiner · Lampre - Fondital · Liquigas - Bianchi · Predictor-Lotto · Quick·Step - Innergetic · Rabobank · Saunier Duval - Prodir · Team Milram · T-Mobile Team · Unibet.com